# Цихлазома
Цихлазома (Cichlasoma) — рід риб родини цихлових. Раніше рід був дуже великий, до нього включали цихлід із Північної Америки (штат Техас), всієї Центральної Америки і деяких районів Південної Америки.
Рекласифікація та розщеплення роду за іхтіологічними ознаками вивела багато видів з роду Cichlasoma в рамки окремих родів, таких, як Amphilophus, Archocentrus, Herichthys, Heros, Nandopsis, Parachromis, Thorichthys, Vieja і ряд інших.
Деякі види, віднесені до тимчасового роду 'Cichlasoma' в очікуванні уточнення їх таксономічного статусу.

## Види
Рід налічує 13 видів:
- Cichlasoma amazonarum Kullander, 1983
- Cichlasoma araguaiense Kullander, 1983
- Cichlasoma boliviense Kullander, 1983
- Cichlasoma dimerus (Heckel, 1840)
- Cichlasoma orientale Kullander, 1983
- Cichlasoma orinocense Kullander, 1983
- Cichlasoma paranaense Kullander, 1983
- Cichlasoma portalegrense (Hensel, 1870)
- Cichlasoma pusillum Kullander, 1983
- Cichlasoma sanctifranciscense Kullander, 1983
- Cichlasoma taenia (Bennett, 1831)
- Cichlasoma tuyrense Meek & Hildebrand, 1913
- Cichlasoma zarskei Ottoni, 2011

## Переглянуті (старі) назви
Свого часу до роду Cichlasoma належали види, що перенесені до інших родів цихлід.
- Cichlasoma acutum Miller, 1907 — син. Amphilophus robertsoni (Regan, 1905)
- Cichlasoma affine (Günther, 1862) — див. Thorichthys affinis (Günther 1862)
- Cichlasoma facetum (Jenyns, 1842) — син. Australoheros acaroides (Hensel, 1870)
- Cichlasoma ramsdeni Fowler, 1938 — див. Nandopsis ramsdeni (Fowler, 1938)
- Cichlasoma robertsoni Regan, 1905 — див. Amphilophus robertsoni (Regan, 1905)
- Cichlasoma spilurum Günther, 1862 — див. Cryptoheros spilurus (Günther, 1862)
- Cichlasoma tetracanthus (Valenciennes, 1831) — див. Nandopsis tetracanthus (Valenciennes 1831)
- Cichlasoma urophthalmus (Günther, 1862) — див. 'Cichlasoma' urophthalmum (Günther, 1862)
- Cichlasoma urophthalmus aguadae Hubbs, 1936 — див. 'Cichlasoma' aguadae Hubbs, 1936